# Gaoligonga taeniata
Espèce
Gaoligonga taeniata est une espèce d'araignées aranéomorphes de la famille des Mysmenidae.

## Distribution
Cette espèce se rencontre au Viêt Nam dans la province de Ninh Bình et en Chine en Yunnan,,.

## Description
Le mâle holotype mesure 0,86 mm et la femelle paratype 0,88 mm.

## Systématique et taxinomie
Cette espèce a été décrite par Lin et Li en 2014.

## Publication originale
- Lin & Li, 2014 : « Mysmenidae (Arachnida, Araneae), a spider family newly recorded from Vietnam. » Zootaxa, no 3826(1), p. 169-194.